# Accra Great Olympics
Accra Great Olympics é um clube de futebol com sede em Accra, Gana. Disputou a primeira divisão pela última vez em 2014/15 e tem dois títulos nacionais.

## Títulos
| NACIONAIS | NACIONAIS            | NACIONAIS | NACIONAIS         |
|           | Competição           | Títulos   | Temporadas        |
| --------- | -------------------- | --------- | ----------------- |
| Gana      | Ghana Premier League | 2         | 1970, 1974.       |
| Gana      | Ghana FA Cup         | 3         | 1975, 1983, 1995. |

## Desempenho em competições da CAF
Liga dos Campeões da CAF : (2)
- 1971 - semifinais
- 1975 - primeira rodada

Copa da CAF :(1)
- 1999 - primera rodada

Recopa da CAF :(4)
- 1984 - Segunda Rodada
- 1992 - Segunda Rodada
- 1996 - desistiu da primeira rodada
- 2000 - Primeira Rodada